# Canton de Montpellier-1
Le canton de Montpellier 1 est une circonscription électorale française située dans le département de l'Hérault, dans l'arrondissement de Montpellier.

## Histoire
Un nouveau découpage territorial de l'Hérault (département) entre en vigueur à l'occasion des élections départementales de 2015. Il est défini par le décret du 26 février 2014, en application des lois du 17 mai 2013 (loi organique 2013-402 et loi 2013-403). Les conseillers départementaux sont, à compter de ces élections, élus au scrutin majoritaire binominal mixte. Les électeurs de chaque canton élisent au Conseil départemental, nouvelle appellation du Conseil général, deux membres de sexe différent, qui se présentent en binôme de candidats. Les conseillers départementaux sont élus pour 6 ans au scrutin binominal majoritaire à deux tours, l'accès au second tour nécessitant 12,5 % des inscrits au 1er tour. En outre la totalité des conseillers départementaux est renouvelée. Ce nouveau mode de scrutin nécessite un redécoupage des cantons dont le nombre est divisé par deux avec arrondi à l'unité impaire supérieure si ce nombre n'est pas entier impair, assorti de conditions de seuils minimaux. Dans l'Hérault, le nombre de cantons passe ainsi de 49 à 25.
À la suite du redécoupage cantonal de 2014, les limites territoriales du canton sont remaniées.

## Représentation

### Conseillers généraux de 1833 à 2015
| Période | Période          | Identité               | Étiquette                | Qualité |
| ------- | ---------------- | ---------------------- | ------------------------ | --- |
| 1833    | 1848             | Zoé Guillaume Granier  | Majorité gouvernementale | Manufacturier Député (1830-1848) Maire de Montpellier (1830-1831, 1833-1844)                                                           |
| 1848    | 1852             | Louis-Philippe de Paul |                          | Propriétaire, premier adjoint au Maire de Montpellier                                                                                  |
| 1852    | 1871             | Ferdinand Glaize       |                          | Négociant, Président de la Chambre de commerce de Montpellier                                                                          |
| 1871    | 1877 (décès)     | Albert Castelnau       | Républicain Radical      | Propriétaire Député (1871-1877) |
| 1877    | 1883             | Antonin Verdier        | Républicain              | Avocat au barreau de Montpellier |
| 1883    | 1887 (décès)     | Gustave Martin         | Républicain opportuniste | Président du Tribunal de commerce de Montpellier                                                                                       |
| 1887    | 1894 (démission) | Élie Cousin            | Républicain              | Président du Tribunal de commerce, député (1893-1898)                                                                                  |
| 1894    | 1895             | Paul Pezet             | Républicain              | Médecin, pharmacien, maire de Montpellier, député                                                                                      |
| 1895    | 1907             | César Mistral          | Républicain              | Propriétaire, lieutenant de louveterie Conseiller municipal de Montpellier                                                             |
| 1907    | 1913             | Louis Guibal           | URD                      | Avocat à Montpellier |
| 1913    | 1914 (démission) | Auguste Gibert         | PRRRS                    | Premier adjoint au Maire de Montpellier (1904-1919)                                                                                    |
| 1914    | 1919             | Louis Guibal           | URD                      | Avocat à Montpellier |
| 1919    | 1925             | Auguste Gibert         | PRRRS                    | Premier adjoint au Maire de Montpellier (1904-1919)                                                                                    |
| 1925    | 1940             | Louis Guibal           | URD                      | Avocat Député (1919-1924) |
|         |                  |                        |                          | |
| 1945    | 1951             | Jean Alard             | Fr.nat. PCF              | Ouvrier métallurgiste |
| 1951    | 1973             | François Delmas        | CNIP                     | Avocat - Maire de Montpellier (1959-1977) Élu en 1973 dans le Canton de Montpellier-9                                                  |
| 1973    | 1982             | Robert Noualhac        | RI puis UDF-PR           | Chef d'entreprise Adjoint au Maire de Montpellier                                                                                      |
| 1982    | 1988             | François Delmas        | UDF                      | Maire de Montpellier (1959-1977) Député (1978) Secrétaire d'État (1978-1981)                                                           |
| 1988    | 2001             | Willy Diméglio         | UDF                      | Secrétaire général du district de Montpellier Député (1986-1997)                                                                       |
| 2001    | 2015             | Michel Guibal          | PS                       | Maître de conférences à l'Université Adjoint au maire de Montpellier (2001-2008) Premier Vice-Président du Conseil Général (2012-2015) |

### Conseillers d'arrondissement (de 1833 à 1940)
| Période | Période          | Identité                                       | Étiquette                   | Qualité |
| ------- | ---------------- | ---------------------------------------------- | --------------------------- | --- |
| 1833    | 1840 (décès)     | Louis-Michel Castelnau (1771-1840)             |                             | Propriétaire, négociant, industriel, Président du Tribunal de commerce, ancien maire de Montpellier (1830)  |
| 1840    | 1848             | Émile Castelnau (1793-1869, fils du précédent) |                             | Négociant à Montpellier, consul de Prusse                                                                   |
| 1848    | 1871             | Edmond Rouch (1793-1872)                       | Droite                      | Avocat, propriétaire à Montpellier                                                                          |
| 1871    | 1877             | Félix Henneguy                                 | Républicain                 | Propriétaire, conseiller municipal de Montpellier, Président du Conseil d'arrondissement                    |
| 1877    | 1880             | M. Bertier                                     | Républicain                 | |
| 1880    | 1880 (démission) | Joseph Briol                                   | Républicain                 | Avocat à la Cour d'appel                                                                                    |
| 1880    | 1892             | Louis Matte                                    | Républicain                 | Fabricant de chocolat, adjoint au maire de Montpellier                                                      |
| 1892    | 1904             | Gaston Massol                                  | Républicain Opportuniste    | Ancien conseiller municipal de Montpellier                                                                  |
| 1904    | 1919             | Pierre Vialles                                 | Républicain antiministériel | Avocat à Montpellier                                                                                        |
| 1919    | 1922             | Marcel Dijol                                   | Républicain indépendant     | Avoué, chargé de cours à la Faculté de droit de Montpellier                                                 |
| 1922    | 1928             | Francis Maldès                                 | Radical                     | Médecin, adjoint au maire de Montpellier                                                                    |
| 1928    | 1940             | Paul Nouguier                                  | Conservateur                | Avoué à Montpellier                                                                                         |
| 1940    |                  |                                                |                             | Les conseils d'arrondissement ont été suspendus par la loi du 12 octobre 1940 et n'ont jamais été réactivés |

### Conseillers départementaux après 2015
| Période élective | Période élective | Mandat | Mandat   | Identité            | Nuance | Nuance | Qualité                                         |
| ---------------- | ---------------- | ------ | -------- | ------------------- | ------ | ------ | ----------------------------------------------- |
| 2015             | 2021             | 2015   | 2021     | Abdi El Kandoussi   |        | LREM   | Architecte, conseiller municipal de Montpellier |
| 2015             | 2021             | 2015   | 2021     | Chantal Lévy-Rameau |        | LREM   | Dermatologue                                    |
| 2021             | 2028             | 2021   | en cours | Manar Bouida        |        | PS     | Adjointe administrative de la fonction publique |
| 2021             | 2028             | 2021   | en cours | Rachid El Moudden   |        | EELV   | Fonctionnaire territorial                       |

### Résultats détaillés

#### Élections de mars 2015
À l'issue du 1er tour des élections départementales de 2015, deux binômes sont en ballottage : Kévin Benezeth et Josette Gazu (FN, (21,94 %) et Abdi El Kandoussi et Chantal Lévy-Rameau (DVG, (17,96 %). Le taux de participation est de (43,01 % (11 102 votants sur 25 812 inscrits) contre (51,87 % au niveau départemental et (50,17 % au niveau national.
Au second tour, Abdi El Kandoussi et Chantal Lévy-Rameau (DVG) sont élus avec (70,22 % des suffrages exprimés et un taux de participation de (44,67 % (7 389 voix pour 11 529 votants et 25 812 inscrits).
Abdi El Kandoussi et Chantal Lévy-Rameau sont membres du groupe LREM.

#### Élections de juin 2021
Le premier tour des élections départementales de 2021 est marqué par un très faible taux de participation (33,26 % au niveau national). Dans le canton de Montpellier-1, ce taux de participation est de 23,23 % (6 316 votants sur 27 184 inscrits) contre 33,27 % au niveau départemental. À l'issue de ce premier tour, deux binômes sont en ballottage : Manar Bouida et Rachid El Moudden (Union à gauche avec des écologistes, 30,03 %) et Jocelyne Lacaze et Charles Mench (RN, 22,24 %).
Le second tour des élections est marqué une nouvelle fois par une abstention massive équivalente au premier tour. Les taux de participation sont de 34,36 % au niveau national, 34,7 % dans le département et 23,11 % dans le canton de Montpellier-1. Manar Bouida et Rachid El Moudden (Union à gauche avec des écologistes) sont élus avec 70,32 % des suffrages exprimés (4 011 voix pour 6 285 votants et 27 195 inscrits),,.

## Composition

### Composition de 1833 à 2015
Le canton de Montpellier-1 était composé du centre de la ville.

### Composition avant 2015
Le canton de Montpellier-1 comprenait une fraction de la commune de Montpellier.

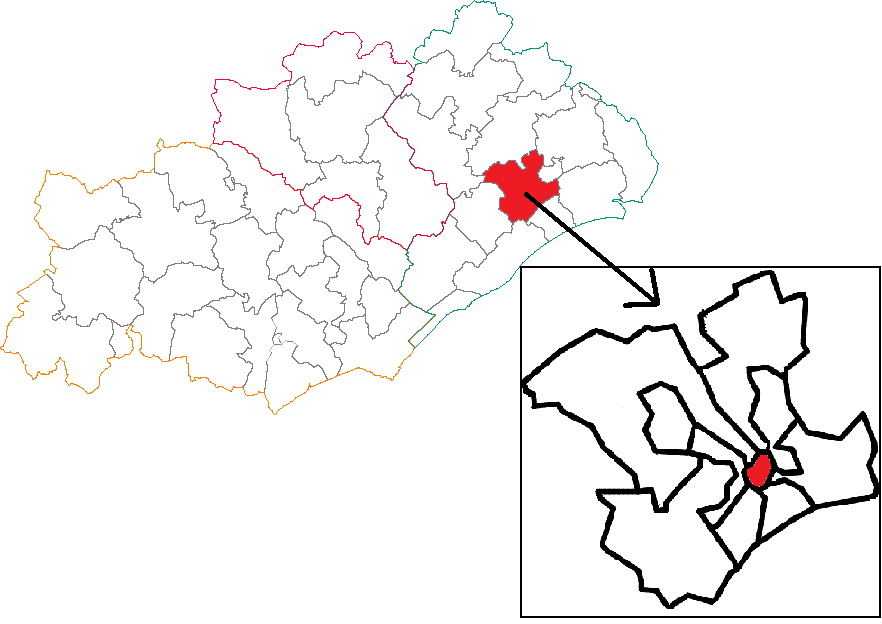
Situation du canton de Montpellier-1 dans le département de l'Hérault avant 2015.
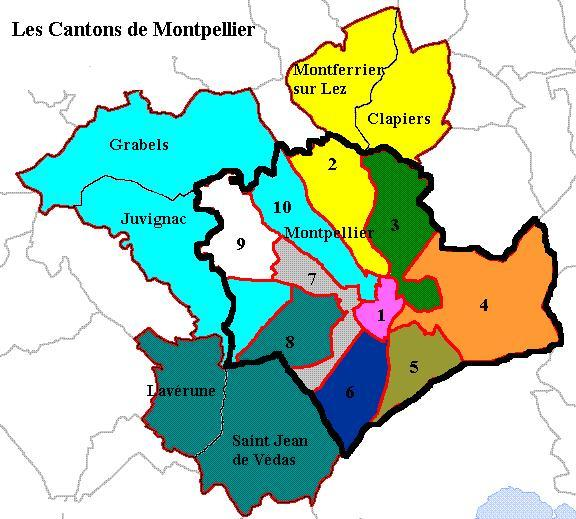
Carte des cantons de Montpellier avant 2014. Localisation du Canton de Montpellier-1.

### Composition depuis 2015
Le nouveau canton de Montpellier-1 est composé d'une fraction de la commune de Montpellier et d'une commune entière :
| Nom                                 | Code Insee | Intercommunalité                   | Superficie (km2) | Population (dernière pop. légale)                 | Densité (hab./km2) | Modifier                                    |
| ----------------------------------- | ---------- | ---------------------------------- | ---------------- | ------------------------------------------------- | ------------------ | ------------------------------------------- |
| Montpellier (bureau centralisateur) | 34172      | Montpellier Méditerranée Métropole | 56,88            | Fraction : 47 354 (2022) Commune : 307 101 (2022) | 5 399              | modifier les données · modifier les données |
| Grabels                             | 34116      | Montpellier Méditerranée Métropole | 16,24            | 9 060 (2022)                                      | 558                | modifier les données · modifier les données |
| Canton de Montpellier-1             | 3415       |                                    |                  | 56 414 (2022)                                     |                    | modifier les données                        |

Il inclut les quartiers de Montpellier suivants :
- Alco ;
- La Paillade et la Mosson ;
- Celleneuve ;
- Hauts-de-Massane ;
- Malbosc ;
- Pergola ;
- Petit Bard.

Plus précisément à Montpellier, le canton englobe la partie de la commune située à l'ouest d'une ligne définie par l'axe des voies et limites suivantes : depuis la limite territoriale de la commune de Grabels, avenue Ernest-Hemingway, rond-point de l'Appel-du-18-Juin-1940, avenue Ernest-Hemingway, rond-point du Château-d'O, avenue des Moulins, rue Jean-Bart, rond-point de La Pérouse, avenue du Professeur-Louis-Ravas, rue Paul-Rimbaud, rue Marius-Carrieu, avenue Paul-Bringuier, avenue de Lodève, allée de Paris, rue Jules-Guesde, ligne droite dans le prolongement de la rue Georges-Briquet, avenue de la Liberté, route nationale 109, jusqu'à la limite territoriale de la commune de Juvignac.

## Démographie

### Démographie avant 2015
| 1962 | 1968 | 1975 | 1982 | 1990   | 1999   | 2006   | 2011   | 2012   |
| ---- | ---- | ---- | ---- | ------ | ------ | ------ | ------ | ------ |
| -    | -    | -    | -    | 22 274 | 21 959 | 23 485 | 23 937 | 24 700 |

### Démographie depuis 2015
En 2022, le canton comptait 56 414 habitants, en évolution de +7,73 % par rapport à 2016 (Hérault : +7,49 %, France hors Mayotte : +2,11 %).
| 2013   | 2018   | 2022   |
| ------ | ------ | ------ |
| 50 561 | 53 442 | 56 414 |